# Lamborghini LM004
Lamborghini LM 004 – prototypowy model wyprodukowany w 1986 roku.

## Podstawowe dane techniczne LM004
| Lamborghini          | LM004                           |
| -------------------- | ------------------------------- |
| Lata produkcji:      | 1986                            |
| Ilość:               | 1 sztuka                        |
| Cena nowego auta:    | ,-                              |
| Silnik:              | V12 24v, klasycznie             |
| Pojemność:           | 7257 cm³.                       |
| Moc:                 | 313 kW / 420 KM @ 5400 obr./min |
| Max. moment obr:     | 592 Nm @ 3500 obr./min          |
| 0 - 100 km/h:        | 8.5 s.                          |
| Prędkość maksymalna: | 206 km/h                        |
| 100 - 0 km/h:        | 48.5 m.                         |
| Średnie spalanie:    | 35 L / 100 km.                  |
| Zbiornik paliwa:     | 320 L                           |
| Masa:                | 3000 kg.                        |